# Дудінка
Дуді́нка (рос. Дудинка, ненец. Тут'ын) — місто в Російській федерації, центр Таймирського (Долгано-Ненецького) району. Засноване 1667 року, статус міста — з 1951 року.

## Географія
Розташоване за Північним полярним колом, на правому березі Єнісею, біля гирла річки Дудінка.

### Клімат
Місто знаходиться у зоні, котра характеризується континентальним субарктичним кліматом. Найтепліший місяць — липень із середньою температурою 13.4 °C (56.2 °F). Найхолодніший місяць — січень, із середньою температурою -27.7 °С (-17.8 °F).
| Клімат Дудінки          | Клімат Дудінки | Клімат Дудінки | Клімат Дудінки | Клімат Дудінки | Клімат Дудінки | Клімат Дудінки | Клімат Дудінки | Клімат Дудінки | Клімат Дудінки | Клімат Дудінки | Клімат Дудінки | Клімат Дудінки | Клімат Дудінки |
| Показник                | Січ.           | Лют.           | Бер.           | Квіт.          | Трав.          | Черв.          | Лип.           | Серп.          | Вер.           | Жовт.          | Лист.          | Груд.          | Рік            |
| Абсолютний максимум, °C | −0,3           | −0,6           | 4,2            | 8,8            | 26,5           | 31,2           | 32,3           | 30             | 24,5           | 12,3           | 2,7            | 0,7            | 32,3           |
| Середній максимум, °C   | −22,9          | −22,7          | −16,2          | −9,3           | −1,1           | 11             | 18,9           | 15,6           | 7,4            | −5             | −16,4          | −21,2          | −5,2           |
| Середня температура, °C | −27,7          | −26,7          | −22,3          | −15,1          | −5,6           | 5,5            | 13,4           | 10,8           | 3,8            | −8,2           | −20,9          | −25,1          | −9,8           |
| Середній мінімум, °C    | −30,6          | −30,7          | −26,1          | −19,7          | −8,3           | 3,5            | 9,7            | 7,8            | 1,8            | −10,7          | −24,1          | −28,9          | −13            |
| Абсолютний мінімум, °C  | −56,7          | −55            | −52,1          | −45,4          | −32,6          | −14,2          | −0,8           | −2,5           | −20,2          | −38,8          | −48,7          | −53,5          | −56,7          |
| Норма опадів, мм        | 10             | 10             | 10             | 10             | 10             | 40             | 40             | 60             | 60             | 30             | 20             | 20             | 350            |
| Днів з дощем            | 0              | 0              | 0,2            | 1              | 5              | 13             | 14             | 16             | 15             | 5              | 1              | 0              | 70             |
| Днів зі снігом          | 23             | 22             | 21             | 18             | 17             | 6              | 0,1            | 0,4            | 8              | 23             | 23             | 23             | 185            |
| Вологість повітря, %    | 75             | 75             | 75             | 75             | 79             | 79             | 69             | 78             | 81             | 84             | 79             | 76             | 77             |
| ----------------------- | -------------- | -------------- | -------------- | -------------- | -------------- | -------------- | -------------- | -------------- | -------------- | -------------- | -------------- | -------------- | -------------- |
| Джерело: Weatherbase    |                |                |                |                |                |                |                |                |                |                |                |                |                |

## Історія
1667  року засновано як ясачний зимівник стрілецьким начальником Іваном Сорокіним.
Назва від прізвиська Дуда, відоме з XV ст. Інша версія — назва утворилась з ненецького Тутін, де ту «вогонь», тін «амбар», і первісно значило «склад, де зберігаються порохові й інші запаси».
З 1930  року село Дудінське — центр Таймирського автономного округу.
1936  року збудовано перший морський причал. 1937  року почато будівництво залізниці Дудінка — Норильськ.
Під час радянсько-німецької війни розширено морський порт, який обслуговує Норильський гірничо-металургійний комбінат та інші об'єкти.
Місто з 1951 року. У 1969   році через Єнісей прокладено газопровід Мессояха — Дудінка — Норильськ. З 1 січня 2007 року, є центром Таймирського (Долгано-Ненецького) району.

## Транспорт
Морський порт в низинах Єнісею (аванпорт Норильська), найбільший в Сибіру. Весь рік поєднаний морським сполученням з Архангельськом і Мурманськом, у навігацію — річковим сполученням по Єнісею з Красноярськом і Діксоном.
Найпівнічніша на Землі електрифікована залізниця і автомобільне шосе поєднують Дудінку з Норильськом (96 км) і аеропортом Аликель.

## Відомі люди
- Висоцька Олена (1980) — російська поп-співачка.
- Семеновський Олег Миколайович (1978—2014) — старший прапорщик Державної прикордонної служби України, учасник російсько-української війни.

## Галерея

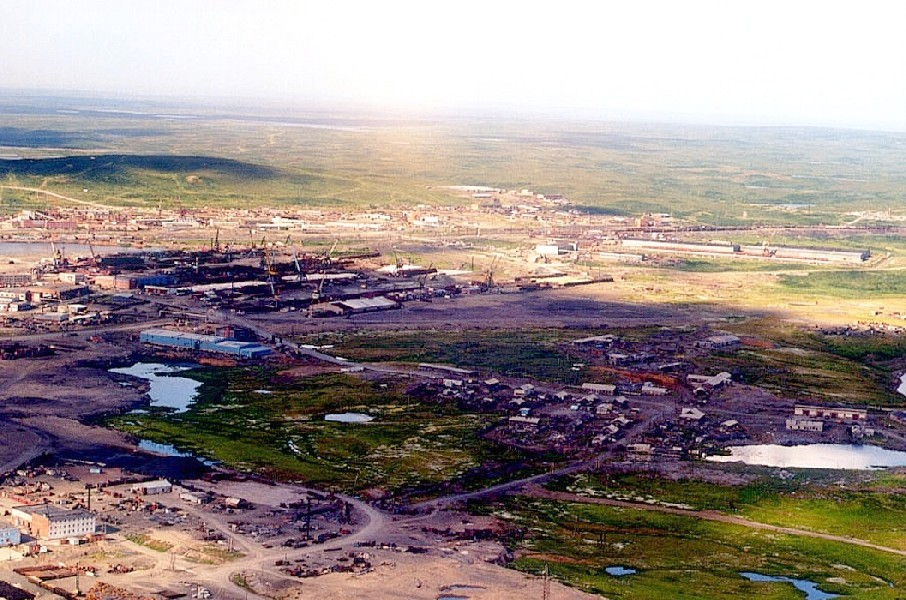
Вигляд Дудінки.
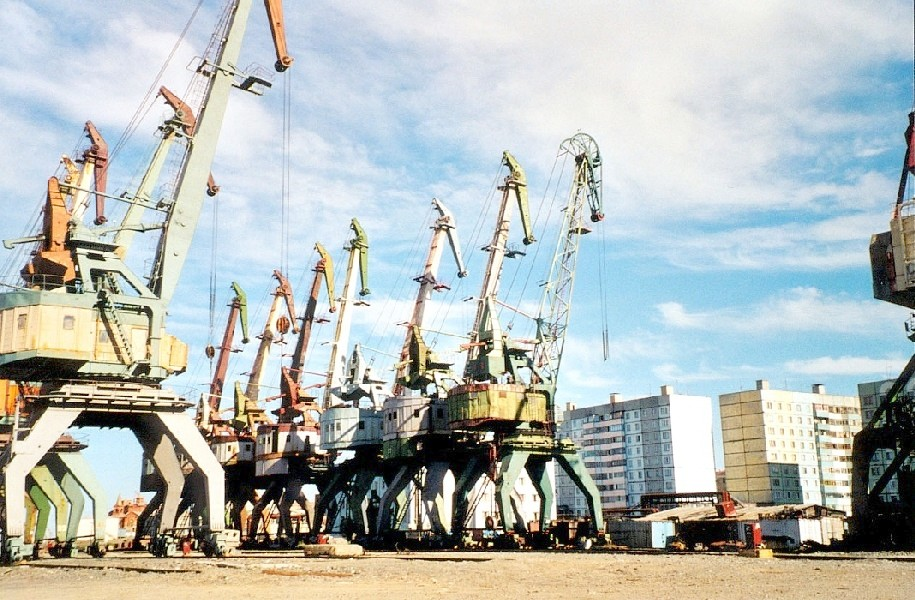
Порт в Дудінці.